# Powiatowa rada narodowa
Powiatowa rada narodowa – organ jednolitej władzy państwowej w powiecie, istniejący w latach 1950–1975, powołany w celu kierowania działalnością gospodarczą, społeczną i kulturalną, wiążąc potrzeby terenu z zadaniami ogólnopaństwowymi. Powiatowa rada narodowa powstała w miejsce zniesionego związku samorządu terytorialnego w postaci urzędu starosty.

## Powołanie rady narodowej
Na podstawie ustawy z 1950 r. o terenowych organach jednolitej władzy państwowej ustanowiono powiatowe rady narodowe. Powiatowe rady narodowe działały na podstawie uprawnień ustawowych oraz zgodnie z wytycznymi i instrukcjami Rady Państwa, Rady Ministrów oraz właściwych ministrów.

## Wybór rad narodowych
Powiatowe rady narodowe wybierane były przez ludność. Czas trwania kadencji został określony – zgodnie z Konstytucją PRL z 1952 r. – na okres 3 lat.

## Zakres i tryb działania rad narodowych
Powiatowe rady narodowe jako terenowe organy władzy państwowej:
- kierowały na swoim terenie działalnością gospodarczą, społeczną i kulturalną,
- zapewniały ochronę porządku publicznego i czuwały nad przestrzeganiem praworządności demokratycznej,
- ochraniały własność społeczną i prawa obywateli,
- współdziałały w umocnieniu obronności Państwa,
- wydawały przepisy prawne w ramach uprawnień nadanych im przez ustawy,
- wybierały i odwoływały prezydium rady narodowej oraz powoływały komisje rady narodowej,
- kierowały działalnością swoich organów i rozpatrywały ich sprawozdania,
- uchwalały w ramach narodowego planu gospodarczego terenowe plany gospodarcze i nadzorowały ich wykonanie,
- uchwalały w ramach jednolitego budżetu państwowego terenowe budżety i nadzorowały ich wykonanie,
- stanowiły o terenowych daninach, opłatach i świadczeniach, w ramach uprawnień nadanych im przez ustawy,
- wykonywały kontrolę społeczną działalności urzędów, przedsiębiorstw, zakładów i instytucji.

## Organy wykonawcze rad narodowych
Prezydium powiatowej rady narodowej było organem wykonawczym i zarządzającym, który działał kolegialnie. Prezydium powiatowej rady narodowej działało stosownie do uchwał swej rady oraz zgodnie z wytycznymi i instrukcjami prezydium rady narodowej wyższego stopnia.

## Zakres działania prezydium rady
Prezydium powiatowej rady narodowej sprawowało na podległym sobie terenie wszystkie funkcje wykonawcze władzy państwowej w ramach obowiązujących przepisów.
W szczególności prezydium powiatowej rady narodowej:
- wykonywało uchwały rady oraz zarządzenia i polecenia władz zwierzchnich,
- realizowało kierownictwo nad działalnością gospodarczą, społeczną i kulturalną,
- kierowało działalnością przedsiębiorstw, zakładów i instytucji, podległych radzie narodowej,
- przygotowywało i zwoływało sesje rady oraz układało projekt porządku dziennego jej obrad,
- współdziałało z komisjami rady i przedkładało im określone sprawy do rozpatrzenia,
- opracowywało projekt terenowego budżetu i terenowego planu gospodarczego,
- ustalało wytyczne dla pracy wydziałów prezydium,
- rozpatrywało sprawozdania przewodniczącego i innych członków prezydium,
- rozpatrywało sprawozdania urzędów, przedsiębiorstw, zakładów i instytucji,
- składało ze swej działalności sprawozdania na posiedzeniach rady oraz przedstawiało okresowe sprawozdania ze swej działalności prezydium rady wyższego stopnia.

## Rola przewodniczącego prezydium rady
Przewodniczący prezydium powiatowej rady narodowej:
- czuwał nad należytym wykonaniem uchwał rady i wytycznych władz zwierzchnich,
- kierował pracami prezydium i był odpowiedzialny za wykonanie uchwał prezydium,
- przygotowywał i zwoływał posiedzenia prezydium rady oraz ustalał porządek dzienny jego obrad,
- kierował działalnością wydziałów prezydium i kontrolował ich pracę.

## Zniesienie powiatowych rad narodowych
Na podstawie ustawy z 1975 r. o dwustopniowym podziale administracyjnym Państwa oraz o zmianie ustawy o radach narodowych, zlikwidowano powiatowe rady narodowe.